# Đặng Dĩnh Siêu

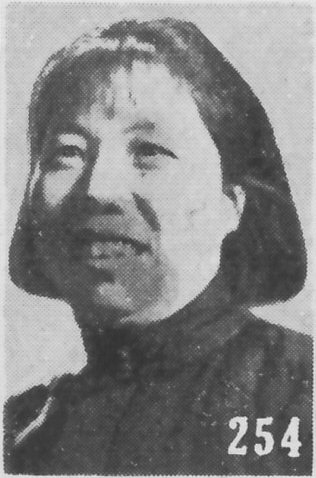

Đặng Dĩnh Siêu (tiếng Trung: 邓颖超, 4 tháng 2 năm 1904 – 11 tháng 7 năm 1992), là vợ của Thủ tướng đầu tiên Cộng hòa Nhân dân Trung Hoa Chu Ân Lai và cũng là nhà cách mạng vô sản, nhà chính trị, nhà hoạt động xã hội nổi tiếng, người đi đầu trong phong trào phụ nữ Trung Quốc. Từng giữ qua các chức vụ: Ủy viên Bộ Chính trị Ban Chấp hành Trung ương Đảng Cộng sản Trung Quốc khóa XI, XII, Bí thư thứ hai Ủy ban Kiểm tra - Kỷ luật Trung ương Đảng, Chủ tịch Hội nghị Hiệp Chính từ năm 1983 – 1988 và là đảng viên Đảng Cộng sản Trung Quốc.

## Tiểu sử
Đặng Dĩnh Siêu quê ở Quang Sơn, Hà Nam, sinh ra ở Quảng Tây; là con một cựu quan chức cuối triều đại nhà Thanh.

## Sự nghiệp chính trị
Năm 1919, tham gia phong trào "Ngũ Tứ" chống đế quốc phản đối chế độ phong kiến, đồng thời cùng các đồng chí Chu Ân Lai,... tổ chức và lãnh đạo phong trào học sinh yêu nước ở Thiên Tân. Năm 1920, bà học tại Đại học Bắc Kinh. Năm 1925, tham gia Đảng Cộng sản Trung Quốc, giữ chức Bộ trưởng phụ trách phụ nữ Thiên Tân. Năm 1926, Ủy viên dự khuyết Trung ương Quốc Dân Đảng, Thư ký Bộ trưởng bộ Phụ nữ. Năm 1931, Tổng Thư ký Văn phòng Trung ương Đảng Cộng sản Trung Quốc. Bà tham gia cuộc Vạn Lý Trường Chinh 25 nghìn dặm nổi tiếng thế giới. Từng được bầu làm Quản trị Phân hội Trung Quốc của Đại hội Phong trào chống xâm lược quốc tế. 
- Sau khi nước Cộng hòa Nhân dân Trung Hoa được thành lập năm 1949, bà giữ chức Phó Chủ tịch Hội Liên hiệp phụ nữ Trung Quốc khóa 1 đến khóa 3, Phó Bí thư Tổ Đảng, Chủ tịch danh dự, Chủ tịch Hội Liên hiệp phụ nữ Trung Quốc khoá 4; Phó Chủ tịch Ủy ban Quốc gia bảo vệ nhi đồng Trung Quốc, Hội trưởng danh dự Hội hữu nghị đối ngoại. Bà từng được bầu là Ủy viên Trung ương Đảng Cộng sản Trung Quốc khóa 8 đến khóa 10; Ủy viên Bộ Chính trị Trung ương Đảng Cộng sản Trung Quốc khóa 11 - 12; Bí thư thứ hai Ủy ban Kiểm tra kỷ luật Trung ương;  Ủy viên Thường vụ Đại hội Đại biểu Nhân dân Toàn quốc khóa 1-3, Phó Ủy viên trưởng Ủy ban Thường vụ Đại hội Đại hội Đại biểu Nhân dân Toàn quốc khóa 4-5 (Phó Chủ tịch Quốc hội); Ủy viên thường vụ Ủy ban toàn quốc Hội nghị Hiệp thương chính trị nhân dân Trung Quốc khóa thứ nhất và Chủ tịch Ủy ban toàn quốc Hội nghị khóa thứ 6.[1]
- Tháng 9/1985, bà rút khỏi Bộ Chính trị, Ban Chấp hành Trung ương Đảng. Tháng 4 năm 1988, bà thôi giữ chức vụ Chủ tịch Chính Hiệp và nghỉ hưu.

## Đời tư
Tháng 8 năm 1925, bà kết hôn với Chu Ân Lai tại Quảng Châu. Vợ chồng bà không có con đẻ nhưng có nhiều con nuôi.

## Tạ thế
Sức khỏe của bà yếu đi nhanh chóng sau khi nghỉ hưu. Nhập viện 5 lần vì cúm, viêm phổi năm 1990. Tháng 8 năm 1991 suy thận, hôn mê sâu. Ngày 23 tháng 1 năm 1992, ông Ôn Gia Bảo, Chánh Văn phòng Trung ương Đảng cùng nhân viên tới bệnh viện chúc mừng sinh nhật lần thứ 88 của bà. 6 giờ 55 phút ngày 11 tháng 7 năm 1992, Đặng Dĩnh Siêu tạ thế ở Bắc Kinh thọ 88 tuổi.